# Jack Smight
Jack Smight (* 9. März 1925 in Minneapolis, Minnesota; † 1. September 2003 in Los Angeles, Kalifornien) war ein US-amerikanischer Film- und Fernsehregisseur.
Seine Karriere als Regisseur begann er 1949 mit der Inszenierung einiger Episoden der Fernsehserie One Man’s Family. Es folgten bis in die 1960er Jahre hinein vor allem Fernsehinszenierungen verschiedener Fernsehserien, wie etwa vier Episoden für Twilight Zone. Im Jahr 1960 drehte er mit Destiny, West! seinen ersten Spielfilm. Vier Jahre darauf gab er mit I’d Rather Be Rich sein Kinodebüt als Regisseur. Bis zu Beginn der 1970er Jahre drehte er nun Spielfilme, dann folgten wiederum Tätigkeiten für diverse Fernsehserien. Im Jahr 1973 drehte er mit Double Indemnity eine Fernsehremake des Klassikers Frau ohne Gewissen. Höhepunkt seiner Karriere war schließlich die Inszenierung des Kriegsfilms Schlacht um Midway im Jahr 1976. Im Jahre 1989 drehte er mit Die Favoritin seinen letzten Film.
Jack Smight war zweimal als Produzent tätig gewesen: 1965 für den Film Der dritte Tag und fünf Jahre später erneut für seinen eigenen Film The Traveling Executioner.
1959 wurde er für seine Arbeit an der Serie Alcoa Theatre mit einem Emmy ausgezeichnet.
Von 1951 bis 2002 war er mit der Schauspielerin Joyce Cunning verheiratet. Gemeinsam hatten sie zwei Kinder, ihr Sohn Alec Smight ist als Filmeditor im Filmgeschäft tätig.

## Filmografie (Auswahl)
- 1960: Destiny, West! (Fernsehfilm)
- 1961: The Enchanted Nutcracker (Fernsehfilm)
- 1964: So bändigt man Eva (I’d Rather Be Rich)
- 1965: Der dritte Tag (The Third Day)
- 1966: Ein Fall für Harper (Harper)
- 1966: Der Gentleman-Zinker (Kaleidoscope)
- 1967: Der Etappenheld (The Secret War of Harry Frigg)
- 1968: Bizarre Morde (No Way to Treat a Lady)
- 1969: Strategy of Terror
- 1969: Der Tätowierte (The Illustrated Man)
- 1970: Der reisende Henker (The Traveling Executioner)
- 1970: Nichts wie weg, Rabbit (Rabbit, Run)
- 1971: Columbo: Mord unter sechs Augen (Dead Weight, Fernsehfilm)
- 1972: The Screaming Woman (Fernsehfilm)
- 1972: Die schrecklich lange Nacht (The Longest Night, Fernsehfilm)
- 1972: Sergeant Madigan: Einsatz in London (The London Beat, Fernsehfilm)
- 1972: Sergeant Madigan: Der Tod wartet in Harlem (The Midtown Beat, Fernsehfilm)
- 1973: Partners in Crime (Fernsehfilm)
- 1973: Double Indemnity (Fernsehfilm)
- 1973: Linda (Fernsehfilm)
- 1973: Frankenstein, wie er wirklich war (Frankenstein: The True Story, Fernsehfilm)
- 1973: Legend in Granite (Fernsehfilm)
- 1974: The Man from Independence (Fernsehfilm)
- 1974: Giganten am Himmel (Airport 1975)
- 1976: Schlacht um Midway (Midway)
- 1977: Straße der Verdammnis (Damnation Alley)
- 1978: Roll of Thunder, Hear My Cry  (Fernsehfilm)
- 1979: Die Chance seines Lebens (Fast Break)
- 1980: Ein Walzer vor dem Frühstück (Loving Couples)
- 1982: Erinnerungen einer Liebe (Remembrance of Love, Fernsehfilm)
- 1987: Der Berserker (Number One with a Bullet)
- 1989: Die Favoritin (The Favorite)